# 林志遠 (明朝)
林志遠（1593年—1664年），字致予，福建泉州府同安縣嘉禾塔頭人，明朝、南明政治人物。

## 生平
林志遠是萬曆四十六年（1618年）的順天鄉試舉人，九次參加會試，崇禎十六年（1643年）終成進士，授工部主事。
弘光時，和徐復儀分主雲南和貴州鄉試。隆武時，升吏科都給事中.福京失陷，他奉母親到清溪仙峯嶺隱居，自稱陶菴先生。卒年七十二。

## 著作
著有《歷代史白》。

## 引用
1. 1 2  錢海岳《南明史·卷四十四·列傳第二十》：（弘光時徐復儀）與林志遠分典雲南、貴州鄉試。……志遠，字致予，同安人。崇禎十六年進士。授工部主事，遷吏科都給事中。福京亡，奉母結茅清溪仙峯嶺，卒年七十二。
2. ↑  嘉慶《同安縣志·卷十七·選舉》：崇禎十六年癸未科楊廷鑑榜 林志遠 字致子，嘉禾塔頭人，二十六舉於鄉，九上公車始成進士。授工部主事，假歸聞變，奉母隱清谿仙峰嶺，稱陶菴先生，著有《歷代史白》，年七十二卒。……萬歷四十六年戊午科解元戴國章……附同科不同榜……中順天試 林志遠 嘉禾塔頭人，癸未進士